# Blankenhagen
Blankenhagen är en kommun och ort i Landkreis Rostock i förbundslandet Mecklenburg-Vorpommern i Tyskland.
Kommunen ingår i kommunalförbundet Amt Rostocker Heide tillsammans med kommunerna Bentwisch, Gelbensande, Mönchhagen och Rövershagen.